# Jumpei Shimmura
Jumpei Shimmura (新村 純平 Shimmura Jumpei?), född 13 oktober 1988 i Osaka prefektur, är en japansk före detta fotbollsspelare.
Shimmura började sin karriär 2007 i Tokyo Verdy.